# Discografia di Gigi D'Alessio
La discografia di Gigi D'Alessio, cantautore pop italiano, comprende venti album in studio, cinque album dal vivo, tre raccolte e due EP.

## Album

### Album in studio
| Anno                                                         | Titolo | Classifiche | Classifiche | Classifiche | Certificazioni |
| Anno                                                         | Titolo | ITA         | SWI         | FRA         | Certificazioni |
| ------------------------------------------------------------ | --- | ----------- | ----------- | ----------- | -------------- |
| 1992                                                         | Lasciatemi cantare - Pubblicato: 25 maggio 1992 - Etichetta: G.D.S. - Formati: CD, LP, MC, download digitale           | —           | —           | —           |                |
| 1993                                                         | Scivolando verso l'alto - Pubblicato: 23 marzo 1993 - Etichetta: G.D.S. - Formati: CD, LP, MC, download digitale       | —           | —           | —           |                |
| 1994                                                         | Dove mi porta il cuore - Pubblicato: - Etichetta: Zeus - Formati: CD, LP, MC, download digitale                        | —           | —           | —           |                |
| 1995                                                         | Passo dopo passo - Pubblicato: - Etichetta: Zeus - Formati: CD, MC, download digitale                                  | —           | —           | —           |                |
| 1997                                                         | Fuori dalla mischia - Pubblicato: - Etichetta: Zeus - Formati: CD, MC, download digitale                               | —           | —           | —           |                |
| 1998                                                         | È stato un piacere - Pubblicato: aprile 1998 - Etichetta: Zeus - Formati: CD, MC, download digitale                    | —           | —           | —           |                |
| 1999                                                         | Portami con te - Pubblicato: 10 maggio 1999 - Etichetta: RCA - Formati: CD, MC, download digitale                      | —           | —           | —           |                |
| 2000                                                         | Quando la mia vita cambierà - Pubblicato: 16 febbraio 2000 - Etichetta: RCA - Formati: CD, 2 CD, MC, download digitale | 4           | 58          | —           |                |
| 2001                                                         | Il cammino dell'età - Pubblicato: 21 febbraio 2001 - Etichetta: RCA - Formati: CD, MC, download digitale               | 1           | 15          | —           |                |
| 2002                                                         | Uno come te - Pubblicato: 4 settembre 2002 - Etichetta: RCA - Formati: CD, MC, download digitale                       | 1           | 25          | —           |                |
| 2004                                                         | Quanti amori - Pubblicato: 18 ottobre 2004 - Etichetta: RCA, BMG Italy - Formati: CD, MC, download digitale            | 3           | 28          | —           |                |
| 2006                                                         | Made in Italy - Pubblicato: 27 ottobre 2006 - Etichetta: Sony BMG, RCA - Formati: CD, download digitale                | 1           | 22          | 143         |                |
| 2008                                                         | Questo sono io - Pubblicato: 24 ottobre 2008 - Etichetta: Sony BMG, GGD - Formati: CD, download digitale               | 1           | 20          | —           | - ITA: Oro     |
| 2012                                                         | Chiaro - Pubblicato: 15 febbraio 2012 - Etichetta: Sony Music - Formati: CD, download digitale                         | 4           | 70          | —           | - ITA: Oro     |
| 2013                                                         | Ora - Pubblicato: 19 novembre 2013 - Etichetta: Sony Music - Formati: CD, download digitale                            | 2           | —           | —           | - ITA: Platino |
| 2015                                                         | Malaterra - Pubblicato: 16 ottobre 2015 - Etichetta: Sony Music - Formati: CD, download digitale                       | 3           | —           | 45          | - ITA: Oro     |
| 2017                                                         | 24 febbraio 1967 - Pubblicato: 24 febbraio 2017 - Etichetta: Sony Music - Formati: CD, download digitale               | 3           | —           | —           | - ITA: Oro     |
| 2019                                                         | Noi due - Pubblicato: 18 ottobre 2019 - Etichetta: Sony Music - Formati: CD, LP, download digitale, streaming          | 3           | —           | —           |                |
| 2020                                                         | Buongiorno - Pubblicato: 4 settembre 2020 - Etichetta: Sony Music - Formati: CD, download digitale, streaming          | 1           | 74          | —           | - ITA: Oro     |
| 2024                                                         | Fra - Pubblicato: 24 maggio 2024 - Etichetta: Sony Music - Formati: CD, download digitale, streaming                   | 5           | —           | —           | - ITA: Oro     |
| "—" indica una pubblicazione non classificata in quel paese. | |             |             |             |                |

### Album dal vivo
| Anno                                                         | Titolo | Classifiche |
| Anno                                                         | Titolo | ITA         |
| ------------------------------------------------------------ | --- | ----------- |
| 1998                                                         | Tutto in un concerto - Pubblicato: 10 novembre 1998 - Etichetta: RCA, BMG - Formati: CD, MC, download digitale    | —           |
| 2005                                                         | Cuorincoro - Pubblicato: 11 novembre 2005 - Etichetta: Sony BMG, RCA - Formati: 2 CD+DVD, 2 MC, download digitale | 14          |
| 2011                                                         | Tu vuò fa l'americano - Pubblicato: 22 marzo 2011 - Etichetta: Sony Music - Formati: CD, download digitale        | —           |
| 2012                                                         | Primera fila - Pubblicato: 16 ottobre 2012 - Etichetta: GGD, Sony Music - Formati: CD+DVD, download digitale      | —           |
| 2014                                                         | Ora dal vivo - Pubblicato: 14 ottobre 2014 - Etichetta: Sony Music - Formati: 2 CD, download digitale             | —           |
| "—" indica una pubblicazione non classificata in quel paese. | |             |

### Raccolte
| Anno                                                         | Titolo | Classifiche | Classifiche | Certificazioni |
| Anno                                                         | Titolo | ITA         | SWI         | Certificazioni |
| ------------------------------------------------------------ | --- | ----------- | ----------- | -------------- |
| 2003                                                         | Buona vita - Pubblicato: 31 ottobre 2003 - Etichetta: RCA, BMG Italy - Formati: CD, 2 CD, MC, download digitale | 3           | 49          |                |
| 2007                                                         | Mi faccio in quattro - Pubblicato: 19 ottobre 2007 - Etichetta: Sony BMG - Formati: 4 CD, download digitale     | 1           | —           | - ITA: Oro     |
| 2010                                                         | 3 x te - Pubblicato: 10 dicembre 2010 - Etichetta: Sony Music - Formati: CD, download digitale                  | —           | —           |                |
| "—" indica una pubblicazione non classificata in quel paese. | |             |             |                |

## Extended play
| Anno | Titolo                                                                                                 | Classifiche | Certificazioni |
| Anno | Titolo                                                                                                 | ITA         | Certificazioni |
| ---- | --- | ----------- | -------------- |
| 2009 | 6 come sei - Pubblicato: 18 settembre 2009 - Etichetta: Sony Music - Formati: CD, download digitale    | 2           | - ITA: Platino |
| 2010 | Semplicemente sei - Pubblicato: 8 giugno 2010 - Etichetta: Sony Music - Formati: CD, download digitale | 1           | - ITA: Platino |

## Singoli
| Anno                                                         | Titolo | Classifiche | Album di provenienza            |
| Anno                                                         | Titolo | ITA         | Album di provenienza            |
| ------------------------------------------------------------ | --- | ----------- | ------------------------------- |
| 2000                                                         | Non dirgli mai | —           | Quando la mia vita cambierà     |
| 2000                                                         | Como suena el corazon | —           | Quando la mia vita cambierà     |
| 2000                                                         | Medley latino/Caro bambino Gesù                                                                                                | —           | /                               |
| 2001                                                         | Tu che ne sai | —           | Il cammino dell'età             |
| 2001                                                         | Il cammino dell'età | —           | Il cammino dell'età             |
| 2001                                                         | Mon Amour | —           | Il cammino dell'età             |
| 2002                                                         | Miele | —           | Uno come te                     |
| 2002                                                         | Un nuovo bacio | 8           | Uno come te                     |
| 2002                                                         | Non mollare mai | —           | Uno come te                     |
| 2003                                                         | La forza delle donne | —           | Buona vita                      |
| 2004                                                         | Quanti amori | —           | Quanti amori                    |
| 2004                                                         | Liberi da noi | —           | Quanti amori                    |
| 2004                                                         | Piccolo amico | 10          | /                               |
| 2005                                                         | L'amore che non c'è | 2           | Quanti amori                    |
| 2006                                                         | Primo appuntamento | 1           | Made in Italy                   |
| 2007                                                         | Un cuore malato (con Lara Fabian)                                                                                              | —           | Made in Italy                   |
| 2007                                                         | Brividi d'amore | 31          | Made in Italy                   |
| 2007                                                         | Non mettermi in croce | 23          | Mi faccio in quattro            |
| 2008                                                         | Superamore | 12          | Questo sono io                  |
| 2009                                                         | Non riattaccare | 35          | 6 come sei                      |
| 2010                                                         | Vivere senza di te | —           | 6 come sei                      |
| 2010                                                         | Vita | —           | Semplicemente sei               |
| 2012                                                         | Respirare (con Loredana Bertè)                                                                                                 | —           | Chiaro                          |
| 2012                                                         | Chiaro | —           | Chiaro                          |
| 2012                                                         | Sono solo fatti miei | —           | Chiaro                          |
| 2012                                                         | Abre tus brazos (con Cristian Castro)                                                                                          | —           | Primera fila                    |
| 2012                                                         | Io sarò per te (Reaching in to You) (con Macy Gray)                                                                            | —           | Chiaro                          |
| 2013                                                         | Ora | —           | Ora                             |
| 2013                                                         | Notti di lune storte | —           | Ora                             |
| 2014                                                         | Cosa te ne fai di un altro uomo                                                                                                | —           | Ora                             |
| 2014                                                         | Occhi nuovi | —           | Ora                             |
| 2014                                                         | Vivi | 98          | Ora dal vivo                    |
| 2014                                                         | Una lunga sera | —           | Ora dal vivo                    |
| 2015                                                         | Malaterra | —           | Malaterra                       |
| 2015                                                         | 'O Sarracino | —           | Malaterra                       |
| 2015                                                         | Guaglione (feat. Briga) | —           | Malaterra                       |
| 2015                                                         | 'A città 'e Pulecenella (feat. Dear Jack)                                                                                      | —           | Malaterra                       |
| 2016                                                         | Torna a Surriento (feat. Bianca Atzei)                                                                                         | —           | Malaterra                       |
| 2016                                                         | 'O core e na femmena (feat. Anna Tatangelo)                                                                                    | —           | Malaterra                       |
| 2016                                                         | Io mammeta e tu (feat. Renato Carosone)                                                                                        | —           | Malaterra                       |
| 2017                                                         | La prima stella | 79          | 24 febbraio 1967                |
| 2017                                                         | T'innamori e poi | —           | 24 febbraio 1967                |
| 2017                                                         | Benvenuto amore | —           | 24 febbraio 1967                |
| 2017                                                         | Emozione senza fine | —           | 24 febbraio 1967                |
| 2019                                                         | Quanto amore si dà (feat. Gué Pequeno)                                                                                         | 59          | Noi due                         |
| 2019                                                         | Domani vedrai (feat. Gigi) | —           | Noi due                         |
| 2019                                                         | L'ammore (feat. Fiorella Mannoia)                                                                                              | —           | Noi due                         |
| 2019                                                         | Come me (feat. Luchè) | —           | Noi due                         |
| 2020                                                         | Como suena el corazon (feat. Clementino)                                                                                       | —           | Buongiorno                      |
| 2020                                                         | Buongiorno (feat. Vale Lambo, MV Killa, LDA, CoCo, Franco Ricciardi, Lele Blade, Enzo Dong, Clementino, Geolier e Samurai Jay) | 44          | Buongiorno                      |
| 2021                                                         | Guagliune (feat. Enzo Dong, Ivan Granatino, Lele Blade e Samurai Jay)                                                          | —           | Buongiorno Special Edition 2021 |
| 2021                                                         | Assaje | —           | Buongiorno Special Edition 2021 |
| 2022                                                         | Cu tte | —           | Fra                             |
| 2023                                                         | Si te sapesse dicere | —           | Fra                             |
| 2024                                                         | Nu dispietto (feat. Elodie) | —           | Fra                             |
| 2024                                                         | Senza tuccà (feat. Geolier) | 67          | Fra                             |
| 2024                                                         | Io vorrei 2024 (feat. Elodie ed Ernia)                                                                                         | 78          | Fra                             |
| 2025                                                         | Cattiveria e gelosia | —           | /                               |
| 2025                                                         | Rosa e lacrime | —           | /                               |
| 2025                                                         | Un selfie con la vita | —           | /                               |
| "—" indica una pubblicazione non classificata in quel paese. | |             |                                 |

## Videografia

### Album video
| Anno | Titolo |
| ---- | --- |
| 2003 | Buona vita - Pubblicato: 2003 - Etichetta: RCA - Formati: DVD                                             |
| 2005 | Cuorincoro - Pubblicato: 2005 - Etichetta: Sony BMG - Formati: DVD                                        |
| 2008 | Gigi D'Alessio - A l'Olympia Live in Paris - Pubblicato: maggio 2008 - Etichetta: Sony BMG - Formati: DVD |

### Video musicali
| Anno | Titolo | Regista/i                        |
| ---- | --- | -------------------------------- |
| 1992 | L'ultimo gettone | —                                |
| 1993 | Comme si femmena | —                                |
| 1993 | Mez'ora fà | —                                |
| 1994 | Non raccontarlo al tuo ragazzo                                                                                                 | —                                |
| 1995 | Annarè | Maurizio Palumbo                 |
| 1995 | Che donna sei | Maurizio Palumbo                 |
| 1995 | Chiove | Maurizio Palumbo                 |
| 1995 | Cumpagna mia | Maurizio Palumbo                 |
| 1995 | Donna senz'anima | Maurizio Palumbo                 |
| 1995 | Fotomodelle un po' povere | —                                |
| 1999 | Io che non vivo | —                                |
| 2001 | Insieme a lei / Junto a ella                                                                                                   | —                                |
| 2001 | Il cammino dell'età | Manetti Bros.                    |
| 2001 | Mon Amour | Manetti Bros.                    |
| 2002 | Mi vida | Manetti Bros.                    |
| 2002 | Miele | —                                |
| 2002 | Un nuovo bacio (con Anna Tatangelo)                                                                                            | Gaetano Morbioli                 |
| 2002 | Non mollare mai | Francesco Menghini, Juan Gambino |
| 2003 | La forza delle donne | Francesco Menghini, Juan Gambino |
| 2004 | Piccolo amico | —                                |
| 2004 | Quanti amori | Gaetano Morbioli                 |
| 2004 | Liberi da noi | Gaetano Morbioli                 |
| 2004 | Napule (feat. Lucio Dalla, Sal Da Vinci e Gigi Finizio)                                                                        | —                                |
| 2005 | L'amore che non c'è | Gaetano Morbioli                 |
| 2005 | Non c'è vita da buttare | Gaetano Morbioli                 |
| 2005 | M'innamorerò sempre di te | Gaetano Morbioli                 |
| 2006 | Primo appuntamento | Gaetano Morbioli                 |
| 2006 | Canterò di te | Gaetano Morbioli                 |
| 2007 | Un cuore malato (feat. Lara Fabian)                                                                                            | Gaetano Morbioli                 |
| 2007 | Non mettermi in croce | Gaetano Morbioli                 |
| 2008 | Superamore | Gaetano Morbioli                 |
| 2009 | Mezzanotte e un minuto | Gaetano Morbioli                 |
| 2010 | Vita | Gaetano Morbioli                 |
| 2010 | Adesso basta | Gaetano Morbioli                 |
| 2012 | Respirare (feat. Loredana Bertè)                                                                                               | —                                |
| 2012 | Chiaro | Cosimo Alemà                     |
| 2012 | Sono solo fatti miei | Cosimo Alemà                     |
| 2012 | Abres tu brazos (feat. Cristian Castro)                                                                                        | —                                |
| 2013 | Ora | Luca Fordellone                  |
| 2014 | Occhi nuovi | —                                |
| 2014 | Vivi | Gaetano Morbioli                 |
| 2014 | Una lunga sera | —                                |
| 2015 | 'O sarracino | —                                |
| 2015 | Guaglione (feat. Briga) | Gaetano Morbioli                 |
| 2015 | 'A città 'e Pulecenella (feat. Dear Jack)                                                                                      | —                                |
| 2016 | Torna a Surriento (feat. Bianca Atzei)                                                                                         | —                                |
| 2016 | 'O core e na femmena (feat. Anna Tatangelo)                                                                                    | —                                |
| 2016 | Io ammeta e tu (feat. Renato Carosone)                                                                                         | —                                |
| 2017 | La prima stella | Luca Fordellone                  |
| 2017 | T'innamori e poi | Luca Fordellone                  |
| 2017 | Benvenuto amore | Gaetano Morbioli                 |
| 2017 | Emozione senza fine | Gaetano Morbioli                 |
| 2019 | Quanto amore si dà (feat. Guè Pequeno)                                                                                         | Mauro Russo                      |
| 2019 | Domani vedrai | Mauro Russo                      |
| 2019 | Come me (feat. Luchè) | Mauro Russo                      |
| 2020 | Como suena el corazon '20 (feat. Clementino)                                                                                   | Fabrizio Cestari                 |
| 2020 | Buongiorno (feat. Vale Lambo, MV Killa, LDA, CoCo, Franco Ricciardi, Lele Blade, Enzo Dong, Clementino, Geolier e Samurai Jay) | Fabrizio Cestari                 |
| 2021 | Guagliune (feat. Enzo Dong, Ivan Granatino, Lele Blade e Samurai Jay)                                                          | Fabrizio Cestari                 |
| 2021 | Assaje | Fabrizio Cestari                 |
| 2024 | Senza tuccà (feat. Geolier) | Marco Pavone                     |
| 2025 | Rosa e lacrime | Shake Plastik Dreamer            |
| 2025 | Un selfie con la vita | Shake Plastik Dreamer            |

#### Partecipazioni in videoclip di altri artisti
| Anno | Titolo                   | Artista                                          | Regista/i                     |
| ---- | ------------------------ | ------------------------------------------------ | ----------------------------- |
| 2013 | Guagliò                  | Fratelli Artesi feat. Gigi D'Alessio             | Maurizio Palumbo              |
| 2016 | Una città per cantare    | Ron & Artisti Insieme per la Lotta Contro la SLA | Marco Donazzan, Luca Donazzan |
| 2016 | Formentera               | Ricky Santoro feat. Dasoul e Gigi D'Alessio      |                               |
| 2020 | Fratelli del mondo       | AA.VV.                                           | Bruno Santori                 |
| 2020 | Ma il cielo è sempre blu | Italian Allstars 4 Life                          | Mauro Russo                   |
| 2022 | Non andare via           | Paolo Vallesi feat. Gigi D'Alessio               | Michele Vitiello              |

## Autore per altri artisti
A partire dal 1998, il cantautore napoletano ha scritto 40 brani per altri artisti come Anna Tatangelo, Il Giardino dei Semplici, Sal Da Vinci, Gigi Finizio, Nino D'Angelo, Franco Ricciardi, Ida Rendano, Mauro Nardi, Gianluca Capozzi e Luca Napolitano. Ha collaborato con artisti come Mogol, Renato Zero, Pino Daniele, Vincenzo D'Agostino e Mario Biondi.
| Anno | Titolo                        | Autore per artista       | Autore con artista                           | Album                         |
| ---- | ----------------------------- | ------------------------ | -------------------------------------------- | ----------------------------- |
| 1996 | Mille lire spicce             | Gianluca Capozzi         | Vincenzo D'Agostino                          | A spasso nell'anima           |
| 1996 | Nun 'a pozzo lassà            | Gianluca Capozzi         | Vincenzo D'Agostino                          | A spasso nell'anima           |
| 2005 | Essere una donna              | Anna Tatangelo           | Mogol e Papaghena                            | Ragazza di periferia          |
| 2005 | Quando due si lasciano        | Anna Tatangelo           | Vincenzo D'Agostino                          | Ragazza di periferia          |
| 2005 | Pensiero stupendo             | Anna Tatangelo           | Vincenzo D'Agostino                          | Ragazza di periferia          |
| 2005 | Dimmi dimmi                   | Anna Tatangelo           | Vincenzo D'Agostino e Adriano Pennino        | Ragazza di periferia          |
| 2005 | Ragazza di periferia          | Anna Tatangelo           | Vincenzo D'Agostino e Adriano Pennino        | Ragazza di periferia          |
| 2005 | Così è l'amore                | Anna Tatangelo           | Luciano Oriundo e Adriano Pennino            | Ragazza di periferia          |
| 2005 | T'innamorerai                 | Il Giardino dei Semplici | A.Arcella, G.Caliendo, C.Esposito, L.Liguori | Trenta                        |
| 2006 | Musica e Speranza             | Gigi Finizio             | Mogol e Gigi Finizio                         | Musica e speranza             |
| 2007 | Il mio amico                  | Anna Tatangelo           | Solo                                         | Mai dire mai                  |
| 2007 | Un'ora che ti ho perso        | Anna Tatangelo           | Solo                                         | Mai dire mai                  |
| 2007 | Averti qui                    | Anna Tatangelo           | Anna Tatangelo                               | Mai dire mai                  |
| 2007 | Lo so che finirà              | Anna Tatangelo           | Anna Tatangelo                               | Mai dire mai                  |
| 2007 | La più bella                  | Anna Tatangelo           | Adriano Pennino                              | Mai dire mai                  |
| 2008 | Profumo di mamma              | Anna Tatangelo           | Adriano Pennino                              | Nel mondo delle donne         |
| 2008 | Adesso                        | Anna Tatangelo           | Adriano Pennino                              | Nel mondo delle donne         |
| 2008 | Va da lei                     | Anna Tatangelo           | Solo                                         | Nel mondo delle donne         |
| 2008 | Sarai                         | Anna Tatangelo           | Pino Daniele                                 | Nel mondo delle donne         |
| 2009 | Da quando ti conosco          | Luca Napolitano          | Solo                                         | Vai                           |
| 2009 | Non riesco a farti innamorare | Sal Da Vinci             | Vincenzo D'Agostino e Sal Da Vinci           | Non riesco a farti innamorare |
| 2009 | Aria di dolore                | Sal Da Vinci             | Sal Da Vinci                                 | Non riesco a farti innamorare |
| 2009 | Da lontano                    | Sal Da Vinci             | Sal Da Vinci                                 | Non riesco a farti innamorare |
| 2009 | Spillo                        | Sal Da Vinci             | Alessandro Mancuso e Adriano Pennino         | Non riesco a farti innamorare |
| 2011 | Bastardo                      | Anna Tatangelo           | Anna Tatangelo e Valentina D'Agostino        | Progetto B                    |
| 2011 | Amo la vita                   | Anna Tatangelo           | Vincenzo D'Agostino e Max Calò               | Progetto B                    |
| 2011 | Ha mille ali l'amore          | Anna Tatangelo           | Vincenzo D'Agostino e Max Calò               | Progetto B                    |
| 2011 | Non mettiamoci veleno         | Anna Tatangelo           | Vincenzo D'Agostino e Max Calò               | Progetto B                    |
| 2011 | L'aria che respiro            | Anna Tatangelo           | Mario Biondi e Andrea Celestino              | Progetto B                    |
| 2011 | Anna                          | Anna Tatangelo           | Renato Zero                                  | Progetto B                    |